# Fusillade de Muskogee
 (février 2021).
La fusillade de Muskogee est un meurtre de masse survenu le 2 février 2021 lorsque Jarron Deajon Pridgeon; un homme de 25 ans ouvert le feu sur une maison à Muskogee, dans l'Oklahoma, aux États-Unis. Le tireur qui est une connaissance des victimes a tué six personnes, dont cinq enfants, et une femme a été gravement blessée. Les forces de l'ordre ont répondu à la résidence à 1 h 30 HNC; le suspect a été placé en garde à vue après une courte poursuite à pied, mais le mobile est encore indéterminé et aucun autre suspect n'est impliqué.